# Христо Ботев (стадион, Благоевград)
Вижте пояснителната страница за други значения на Стадион „Христо Ботев“.
„Христо Ботев“ е български стадион, намиращ се в Благоевград. На него домакинските си мачове играе футболният отбор на ОФК „Пирин“ Благоевград. Стадионът е известен сред феновете на „орлетата“ като „Митичния“ („Митичнио“).
Стадионът е с капацитет 7000 места. Централната трибуна е изцяло покрита със седалки и побира 6000 места, секторът за гости е предназначен за 1000 зрители. Между централната трибуна и секторът за гости има буферна зона, която е за 500 души.

## История
Стадион „Христо Ботев“ е построен през 1934 г., като първоначално има една трибуна с дървени пейки. През 1973 г. на него за първи път се играят мачове от А група, след като Пирин влиза в елита. Ръководството на клуба и Общината решават да се построи нова трибуна, срещу централната, която да побере ентусиазираните фенове.
В първия мач на разширения „Христо Ботев“ Пирин играе със Славия. На стадиона присъстват 17 000 зрители и това до днес се смята за най-посетения домакински мач на Пирин. Пирин печели с 2 – 1, но интересното около тази среща е че под напора на феновете новоизградената трибуна започва да се клати и запалянковците е трябвало да слязат от нея.
На 2 юни 1993 г. стадион „Христо Ботев“ е домакин на финала за Купата на България между ЦСКА и „Ботев“ (Пловдив). Това е най-посетената футболна среща в Благоевград. На стадиона според официалната статистика присъстват 18 000 фенове, като 10 000 от тях са пловдивчани. ЦСКА побеждава с 1 – 0 и печели 15-ата си Купа на България.
В началото на новия век южната трибуна започва да се руши. Преценено е че е опасна за феновете и е затворена, а през 2008 г. е окончателно разрушена. През 2000 – 2001 г. дървените пейки на стадион „Христо Ботев“ са заменени с пластмасови седалки в бял и зелен цвят. Така след 2008 г. съоръжението е с капацитет 7000 зрители, а след обособяването на гостуващия сектор и буферната зона става 7500.
През лятото на 2009 г. общината в града започва ремонт на съоръжението, който е на стойност 1,5 млн. евро. Ремонтът включва подновяване на тревната настилка, снабдяването ѝ с модерна дренажна и поливна система и изграждането на светлинно информационно табло. Той приключва през март 2010 г. 
През септември 2012 г. стадион „Христо Ботев“ се сдобива с осветление. Това дава възможност срещите на Пирин през лятото да се играят в късните часове, когато времето е по-приятно и комфортно както за феновете, така и за футболистите.